# Новое Истомино
Но́вое Исто́мино — деревня в Смоленской области России, в Сафоновском районе. Население – 21 житель (2007 год) . Расположена в центральной части области в 24 км к востоку от города Сафонова, в 1,5 км южнее автодороги М1 «Беларусь». В 3 км южнее от деревни железнодорожная станция Издешково	 на линии Москва — Минск. Входит в состав Зимницкого сельского поселения.

## История
В годы Великой Отечественной войны деревня была оккупирована гитлеровскими войсками в сентябре 1941 года, освобождена в 1943 году.